# 98e Coupe Grey
La 98e Coupe Grey, décernée aux Alouettes de Montréal, s’est déroulée le 28 novembre 2010 à Edmonton, dans la province de l’Alberta. Comme l’année précédente, l’équipe s’est imposée face aux Roughriders de la Saskatchewan, cette fois-ci par la marque de 21-18.